# Knud Juel
Pour les articles homonymes, voir Juel (homonymie).
Knud Juel, né le 30 octobre 1665 et décédé le 10 janvier 1709, fut un aristocrate et dignitaire danois.

## Naissance
Knud Juel fut le troisième des quatre enfants et le seul fils du grand amiral Niels Juel, qui vainquit les Suédois à la bataille de la baie de Køge, et de son épouse Margrethe Ulfeldt.

## Carrière et fonctions
Le 1er septembre 1688, Knud Juel devint jeune chambellan (kammerjunker) de la reine Charlotte-Amélie, épouse du roi Christian V de Danemark, puis fut nommé gouverneur du comté de Copenhague le 24 janvier 1699, et membre du Conseil d'État le 14 février suivant.
En 1700, lors de la première phase de la Grande guerre du Nord, il assura le commandement des garde-côtes du comté de Copenhague. Le 22 juillet, il repoussa une tentative de débarquement des forces suédoises sur Seeland à Gyldenlund et Skovshoved, et la bravoure dont il fit alors preuve lui valut les félicitations du Slotsloven, la commission chargée d'administrer les affaires du royaume en l'absence du roi Frédéric IV, lequel était occupé à guerroyer contre son homonyme le duc Frédéric IV de Schleswig-Holstein-Gottorp. Le 4 août, Knud Juel prit également part aux combats de Humlebæk, sur la côte orientale de Seeland, où le roi Charles XII de Suède réussit à débarquer sur le sol danois, à la tête de 3000 hommes. 
Le 24 mars 1700, il fut nommé à la Cour suprême du Danemark et y resta en fonction jusqu'au 24 décembre 1708, participant occasionnellement à des votes.
En 1703, il devint protecteur du couvent pour jeunes filles nobles (Adelige Jomfrukloster) de Roskilde.

## Propriétés
De son père, mort en 1697, il hérita le château de Valdemar, sur l'île de Tåsinge, et ses vastes terres. Bien que contraint par ses charges à séjourner dans la capitale et ne pouvant effectuer que de brèves visites dans son domaine, il y consacra une grande attention et, suivant les traces de son père, et l'agrandit par diverses acquisitions, en valorisa les terrains par la poldérisation et enrichit son patrimoine immobilier par divers aménagements. 
Il n'est donc pas étonnant qu'il prit ses dispositions pour qu'il restât en possession de sa famille, en le constituant en majorat dans le testament rédigé peu avant sa mort.

## Mariage et postérité
Le 18 février 1695, Knud Juel épousa Christine Elisabeth von Knuth, née le 2 février 1675 au château d'Østergård, près de Skive, fille de Joachim Friedrich von Knuth, originaire de Leizen (Mecklembourg), et de Christina von Wancken.
Le couple eut dix enfants (cinq filles et cinq garçons), dont l'aîné, Niels Knudsen Juel, hérita du majorat de Tåsinge.
Knud Juel mourut le 10 janvier 1709 à Copenhague. Il fut enterré le 15 janvier dans la chapelle funéraire des Juel, située dans l'église de Holmen, au centre de la capitale danoise. Son sarcophage y voisine avec celui de son père, de sa mère et de son beau-frère Gregers Juel.
Le 19 janvier 1714, sa veuve épousa en secondes noces le colonel Alexander Frederick von Møsting (20 novembre 1680 † 6 mars 1737); le remariage scandalisa la famille Juel et donna lieu à un procès avec le tuteur de ses enfants, qui avait des raisons de redouter qu'ils en seraient lésés.
Elle eut une fille et un fils de cette seconde union.
Décédée le 26 février 1738 à Copenhague, elle fut également inhumée dans la chapelle des Juel de l'église de Holmen.